# Selles-sur-Cher
Selles-sur-Cher – miejscowość i gmina we Francji, w Regionie Centralnym, w departamencie Loir-et-Cher.
Według danych na rok 1990 gminę zamieszkiwało 4751 osób, a gęstość zaludnienia wynosiła 185 osób/km² (wśród 1842 gmin Regionu Centralnego Selles-sur-Cher plasuje się na 69. miejscu pod względem liczby ludności, natomiast pod względem powierzchni na miejscu 474.).

## Współpraca
Miejscowość partnerska:
- Sion, Szwajcaria